# 孫隲
孫隲（9世纪？—912年），唐朝至五代十国后梁官员，滑州（今河南省滑县）人。
孫隲好学知书，略有文笔。唐朝光启年间，魏博从事公乘亿把女儿嫁给他，于是教他写笺奏的格式。当时中原多难，擅写文章之士，都不愿意显露自己。公乘亿死后，魏博节度使以章表笺疏堆积，连月不能送一字，有人推荐孙骘，于是让他主管奏记。从支使、掌记升任至节度判官；奏请授任的朝廷职务由校书郎、御史郎官、中丞、检校常侍升任至兵部尚书。后梁太祖朱温想到自己没有即位前，孙骘为其主公问好往来数十次，于是任用他。开平三年（909年），任命为右谏议大夫，一年后，转任为左散骑常侍。孙骘喜欢藏书，藏有《六经》、汉史以及百家著述，共数千卷，都书写精致，勘阅详定，有空就早晚阅读，从无懈怠。乾化二年（912年）春，梁太祖将拟定北巡，选三十余朝士扈从。二月，从洛阳出发。途中，在白马顿，召文武官聚餐，因为从臣未到齐，驻跸等待；又派飞骑到路上催促，孙骘与谏议大夫张衍、兵部郎中張儁等过了多时才到，梁太祖性急，大怒，把他们全部杀死。